# Daniel Lindström (musikalbum)
Daniel Lindström är Idol-vinnaren Daniel Lindströms självbetitlade debutalbum som släpptes den 15 december 2004.
Låtarna på skivan är skrivna av bl.a. Jörgen Elofsson och Anders Bagge, och producerade av Peter Kvint.

## Spår
1. Break Free (Samuel Waermö/Marcus Englöf/Andreas Carlsson/Lisa Greene)
2. Coming True (Jörgen Elofsson)
3. My Love Won't Let You Down (Gordon Chambers/Redone)
4. A Life Without You (Jörgen Elofsson/Dan Hill)
5. Run (Peter Kvint)
6. Take It To Heart (Michael McDonald/Diane Warren)
7. Two Star (Ben Watt)
8. One Way Street (Peter Kvint/Martin Hedström)
9. Got To Be You (Peter Kvint/Helienne Lindvall)
10. Where Was Love (Anders Bagge/Jonas Jeberg/Robbie Nevil)
11. Still Holding On (Rootation/Johan Röhr)

## Försäljningslistor
Daniel Lindström gick upp på Sveriges Radio P3s Albumtopplista vecka 52, och lämnade listan efter elva veckor varav två på första plats.
| Position | 1 | 1 | 2 | 4 | 5 | 10 | 15 | 22 | 24 | 30 | 54 |

Coming True gick upp på Hitlistan vecka 50, och lämnade listan efter fjorton veckor varav sju på första plats. Singeln återkom på listan vecka 13, och lämnade slutligen listan efter sju veckor.
| Position | 1 | 1 | 1 | 1 | 1 | 1 | 1 | 7 | 9 | 9 | 12 | 20 | 24 | 47 | 51 | 48 | 60 | 56 | 60 | 41 | 58 |

My Love Won't Let You Down gick upp på Hitlistan vecka 9, och lämnade listan efter tre veckor. Singeln återkom på listan vecka 13, och lämnade slutligen listan efter tre veckor.
| Position | 24 | 10 | 12 | 53 | 47 | 42 |

## Listplaceringar
| Lista (2004-2005) | Topplacering |
| ----------------- | ------------ |
| Sverige           | 1            |

### Fotnoter
1. ↑  ”Daniel Lindström”. Swedishcharts. 25 februari 2004. http://www.swedishcharts.com/showitem.asp?interpret=Daniel+Lindstr%F6m&titel=Daniel+Lindstr%F6m&cat=a. Läst 21 november 2014.